# Lista uczestników Tour de Pologne 2018
Lista uczestników Tour de Pologne 2018 – w Tour de Pologne 2018 wystartowało 154 zawodników z 22 profesjonalnych ekip.

## Lista uczestników
| Legenda | Legenda                                                                  |
| ------- | ------------------------------------------------------------------------ |
|         | Zwycięzca klasyfikacji generalnej                                        |
|         | Zwycięzca klasyfikacji górskiej                                          |
|         | Zwycięzca klasyfikacji punktowej                                         |
|         | Zwycięzca najaktywniejszych                                              |
| DNS     | Oznaczenie zawodników, którzy nie przystąpili do danego etapu            |
| DNF     | Oznaczenie zawodników, którzy nie ukończyli danego etapu                 |
| HD      | Oznaczenie zawodników, którzy przekroczyli limit czasowy na danym etapie |

### BMC Racing Team
| BMC Racing Team BMC | BMC Racing Team BMC  | BMC Racing Team BMC | BMC Racing Team BMC | BMC Racing Team BMC | BMC Racing Team BMC |
| Numer               | Zawodnik             | Państwo             | Wiek                | Uwagi               | Miejsce             |
| ------------------- | -------------------- | ------------------- | ------------------- | ------------------- | ------------------- |
| 1                   | Dylan Teuns          | Belgia              | 26                  |                     | 5.                  |
| 2                   | Alberto Bettiol      | Włochy              | 24                  |                     | 45.                 |
| 3                   | Alessandro De Marchi | Włochy              | 32                  |                     | 48.                 |
| 4                   | Rohan Dennis         | Australia           | 28                  |                     | 60.                 |
| 5                   | Nicolas Roche        | Francja             | 34                  |                     | DNS-4               |
| 6                   | Jürgen Roelandts     | Belgia              | 33                  |                     | 81.                 |
| 7                   | Danilo Wyss          | Szwajcaria          | 32                  |                     | 55.                 |

### Quick-Step Floors
| Quick-Step Floors QST | Quick-Step Floors QST | Quick-Step Floors QST | Quick-Step Floors QST | Quick-Step Floors QST | Quick-Step Floors QST |
| Numer                 | Zawodnik              | Państwo               | Wiek                  | Uwagi                 | Miejsce               |
| --------------------- | --------------------- | --------------------- | --------------------- | --------------------- | --------------------- |
| 11                    | Eros Capecchi         | Włochy                | 32                    |                       | 35.                   |
| 12                    | Laurens De Plus       | Belgia                | 22                    |                       | 19.                   |
| 13                    | Dries Devenyns        | Belgia                | 35                    |                       | 29.                   |
| 14                    | Álvaro Hodeg          | Kolumbia              | 21                    |                       | DNF-7                 |
| 15                    | Davide Martinelli     | Włochy                | 25                    |                       | 101.                  |
| 16                    | Michael Mørkøv        | Dania                 | 33                    |                       | DNF-7                 |
| 17                    | Fabio Sabatini        | Włochy                | 33                    |                       | DNF-7                 |

### Mitchelton-Scott
| Mitchelton-Scott MTS | Mitchelton-Scott MTS | Mitchelton-Scott MTS | Mitchelton-Scott MTS | Mitchelton-Scott MTS | Mitchelton-Scott MTS |
| Numer                | Zawodnik             | Państwo              | Wiek                 | Uwagi                | Miejsce              |
| -------------------- | -------------------- | -------------------- | -------------------- | -------------------- | -------------------- |
| 21                   | Michael Albasini     | Szwajcaria           | 37                   |                      | DNS-7                |
| 22                   | Alexander Edmondson  | Australia            | 24                   |                      | DNF-7                |
| 23                   | Roman Kreuziger      | Czechy               | 32                   |                      | 67.                  |
| 24                   | Luka Mezgec          | Słowenia             | 30                   |                      | DNF-7                |
| 25                   | Matteo Trentin       | Włochy               | 29                   |                      | DNF-7                |
| 26                   | Carlos Verona        | Hiszpania            | 25                   |                      | 65.                  |
| 27                   | Simon Yates          | Wielka Brytania      | 26                   |                      | 2.                   |

### Bora-Hansgrohe
| Bora-Hansgrohe BOH | Bora-Hansgrohe BOH  | Bora-Hansgrohe BOH | Bora-Hansgrohe BOH | Bora-Hansgrohe BOH | Bora-Hansgrohe BOH |
| Numer              | Zawodnik            | Państwo            | Wiek               | Uwagi              | Miejsce            |
| ------------------ | ------------------- | ------------------ | ------------------ | ------------------ | ------------------ |
| 31                 | Pascal Ackermann    | Niemcy             | 24                 |                    | 105.               |
| 32                 | Cesare Benedetti    | Włochy             | 31                 |                    | 85.                |
| 33                 | Emanuel Buchmann    | Niemcy             | 25                 |                    | 7.                 |
| 34                 | Davide Formolo      | Włochy             | 25                 |                    | 8.                 |
| 35                 | Peter Kennaugh      | Wyspa Man          | 29                 |                    | DNF-6              |
| 36                 | Patrick Konrad      | Austria            | 26                 |                    | 49.                |
| 37                 | Michael Schwarzmann | Niemcy             | 27                 |                    | 102.               |

### Team Sky
| Team Sky SKY | Team Sky SKY       | Team Sky SKY    | Team Sky SKY | Team Sky SKY | Team Sky SKY |
| Numer        | Zawodnik           | Państwo         | Wiek         | Uwagi        | Miejsce      |
| ------------ | ------------------ | --------------- | ------------ | ------------ | ------------ |
| 41           | Michał Gołaś       | Polska          | 34           |              | 87.          |
| 42           | Sergio Henao       | Kolumbia        | 30           |              | 21.          |
| 43           | Michał Kwiatkowski | Polska          | 28           |              | 1.           |
| 44           | Salvatore Puccio   | Włochy          | 28           |              | 62.          |
| 45           | Pawieł Siwakow     | Włochy          | 21           |              | 38.          |
| 46           | Ian Stannard       | Wielka Brytania | 31           |              | 103.         |
| 47           | Łukasz Wiśniowski  | Polska          | 26           |              | 107.         |

### Movistar Team
| Movistar Team MOV | Movistar Team MOV | Movistar Team MOV | Movistar Team MOV | Movistar Team MOV | Movistar Team MOV |
| Numer             | Zawodnik          | Państwo           | Wiek              | Uwagi             | Miejsce           |
| ----------------- | ----------------- | ----------------- | ----------------- | ----------------- | ----------------- |
| 51                | Jorge Arcas       | Hiszpania         | 26                |                   | 90.               |
| 52                | Hector Carretero  | Hiszpania         | 23                |                   | 59.               |
| 53                | Nuno Bico         | Portugalia        | 24                |                   | 84.               |
| 54                | Richard Carapaz   | Ekwador           | 25                |                   | 12.               |
| 55                | Antonio Pedrero   | Hiszpania         | 26                |                   | 36.               |
| 56                | Dayer Quintana    | Kolumbia          | 25                |                   | 93.               |
| 57                | Eduardo Sepúlveda | Argentyna         | 27                |                   | 52.               |

### Bahrain-Merida
| Bahrain-Merida TBM | Bahrain-Merida TBM | Bahrain-Merida TBM | Bahrain-Merida TBM | Bahrain-Merida TBM | Bahrain-Merida TBM |
| Numer              | Zawodnik           | Państwo            | Wiek               | Uwagi              | Miejsce            |
| ------------------ | ------------------ | ------------------ | ------------------ | ------------------ | ------------------ |
| 61                 | Valerio Agnoli     | Włochy             | 33                 |                    | DNF-7              |
| 62                 | Grega Bole         | Słowenia           | 32                 |                    | DNF-7              |
| 63                 | Niccolò Bonifazio  | Włochy             | 24                 |                    | 89.                |
| 64                 | Ivàn García        | Hiszpania          | 22                 |                    | DNF-7              |
| 65                 | Enrico Gasparotto  | Włochy             | 36                 |                    | 11.                |
| 66                 | Domen Novak        | Słowenia           | 23                 |                    | 43.                |
| 67                 | Mark Padun         | Ukraina            | 22                 |                    | 58.                |

### Astana Pro Team
| Astana Pro Team AST | Astana Pro Team AST | Astana Pro Team AST | Astana Pro Team AST | Astana Pro Team AST | Astana Pro Team AST |
| Numer               | Zawodnik            | Państwo             | Wiek                | Uwagi               | Miejsce             |
| ------------------- | ------------------- | ------------------- | ------------------- | ------------------- | ------------------- |
| 71                  | Zhandos Bizhigitov  | Kazachstan          | 27                  |                     | 91.                 |
| 72                  | Yevgeniy Gidich     | Kazachstan          | 22                  |                     | 82.                 |
| 73                  | Siergiej Czerniecki | Rosja               | 28                  |                     | 17.                 |
| 74                  | Aleksiej Łucenko    | Kazachstan          | 25                  |                     | 20.                 |
| 75                  | Andriej Zejc        | Kazachstan          | 31                  |                     | 47.                 |
| 76                  | Artyom Zakharov     | Kazachstan          | 26                  |                     | 72.                 |
| 77                  | Davide Villella     | Włochy              | 27                  |                     | 33.                 |

### Ag2r-La Mondiale
| Ag2r-La Mondiale ALM | Ag2r-La Mondiale ALM | Ag2r-La Mondiale ALM | Ag2r-La Mondiale ALM | Ag2r-La Mondiale ALM | Ag2r-La Mondiale ALM |
| Numer                | Zawodnik             | Państwo              | Wiek                 | Uwagi                | Miejsce              |
| -------------------- | -------------------- | -------------------- | -------------------- | -------------------- | -------------------- |
| 81                   | Jan Bakelants        | Belgia               | 32                   |                      | 22.                  |
| 82                   | Clément Chevrier     | Francja              | 26                   |                      | 50.                  |
| 83                   | Mikaël Cherel        | Francja              | 32                   |                      | 15.                  |
| 84                   | Silvan Dillier       | Szwajcaria           | 28                   |                      | 23.                  |
| 85                   | Ben Gastauer         | Luksemburg           | 30                   |                      | DNF-5                |
| 86                   | Nans Peters          | Francja              | 24                   |                      | 56.                  |
| 87                   | Clément Venturini    | Francja              | 24                   |                      | 61.                  |

### Team Sunweb
| Team Sunweb SUN | Team Sunweb SUN     | Team Sunweb SUN | Team Sunweb SUN | Team Sunweb SUN | Team Sunweb SUN |
| Numer           | Zawodnik            | Państwo         | Wiek            | Uwagi           | Miejsce         |
| --------------- | ------------------- | --------------- | --------------- | --------------- | --------------- |
| 91              | Phil Bauhaus        | Niemcy          | 24              |                 | DNF-4           |
| 92              | Johannes Fröhlinger | Niemcy          | 33              |                 | 94.             |
| 93              | Lennard Hofstede    | Holandia        | 23              |                 | DNS-3           |
| 94              | Sam Oomen           | Holandia        | 22              |                 | 9.              |
| 95              | Michael Storer      | Australia       | 21              |                 | DNF-7           |
| 96              | Mike Teunissen      | Holandia        | 25              |                 | DNF-4           |
| 97              | Louis Vervaeke      | Belgia          | 24              |                 | 68.             |

### Team LottoNL-Jumbo
| Team LottoNL-Jumbo TLJ | Team LottoNL-Jumbo TLJ | Team LottoNL-Jumbo TLJ | Team LottoNL-Jumbo TLJ | Team LottoNL-Jumbo TLJ | Team LottoNL-Jumbo TLJ |
| Numer                  | Zawodnik               | Państwo                | Wiek                   | Uwagi                  | Miejsce                |
| ---------------------- | ---------------------- | ---------------------- | ---------------------- | ---------------------- | ---------------------- |
| 101                    | Enrico Battaglin       | Włochy                 | 28                     |                        | 53.                    |
| 102                    | George Bennett         | Nowa Zelandia          | 28                     |                        | 4.                     |
| 103                    | Lars Boom              | Holandia               | 32                     |                        | DNF-7                  |
| 104                    | Gijs Van Hoecke        | Belgia                 | 26                     |                        | 88.                    |
| 105                    | Tom Leezer             | Holandia               | 32                     |                        | 83.                    |
| 106                    | Danny van Poppel       | Holandia               | 25                     |                        | DNF-7                  |
| 107                    | Floris De Tier         | Belgia                 | 26                     |                        | 30.                    |

### Lotto Soudal
| Lotto Soudal LTS | Lotto Soudal LTS | Lotto Soudal LTS | Lotto Soudal LTS | Lotto Soudal LTS | Lotto Soudal LTS |
| Numer            | Zawodnik         | Państwo          | Wiek             | Uwagi            | Miejsce          |
| ---------------- | ---------------- | ---------------- | ---------------- | ---------------- | ---------------- |
| 111              | Sander Armée     | Belgia           | 32               |                  | 37.              |
| 112              | Lars Bak         | Dania            | 38               |                  | 63.              |
| 113              | André Greipel    | Niemcy           | 36               |                  | DNF-7            |
| 114              | Moreno Hofland   | Holandia         | 26               |                  | DNF-7            |
| 115              | Bjorg Lambrecht  | Belgia           | 21               |                  | 18.              |
| 116              | James Shaw       | Wielka Brytania  | 22               |                  | 39.              |
| 117              | Harm Vanhoucke   | Belgia           | 21               |                  | 64.              |

### EF Education First-Drapac p/b Cannondale
| EF Education First-Drapac p/b Cannondale EFD | EF Education First-Drapac p/b Cannondale EFD | EF Education First-Drapac p/b Cannondale EFD | EF Education First-Drapac p/b Cannondale EFD | EF Education First-Drapac p/b Cannondale EFD | EF Education First-Drapac p/b Cannondale EFD |
| Numer                                        | Zawodnik                                     | Państwo                                      | Wiek                                         | Uwagi                                        | Miejsce                                      |
| -------------------------------------------- | -------------------------------------------- | -------------------------------------------- | -------------------------------------------- | -------------------------------------------- | -------------------------------------------- |
| 121                                          | Daniel Moreno                                | Hiszpania                                    | 36                                           |                                              | 16.                                          |
| 122                                          | Mitchell Docker                              | Australia                                    | 31                                           |                                              | 92.                                          |
| 123                                          | Kim Magnusson                                | Szwecja                                      | 25                                           |                                              | 97.                                          |
| 124                                          | Daniel Mclay                                 | Nowa Zelandia                                | 26                                           |                                              | DNF-7                                        |
| 125                                          | Sacha Modolo                                 | Włochy                                       | 31                                           |                                              | DNF-7                                        |
| 126                                          | Julián Cardona                               | Kolumbia                                     | 21                                           |                                              | DNF-6                                        |
| 127                                          | Logan Owen                                   | Stany Zjednoczone                            | 23                                           |                                              | 104.                                         |

### Trek-Segafredo
| Trek-Segafredo TFS | Trek-Segafredo TFS | Trek-Segafredo TFS | Trek-Segafredo TFS | Trek-Segafredo TFS | Trek-Segafredo TFS |
| Numer              | Zawodnik           | Państwo            | Wiek               | Uwagi              | Miejsce            |
| ------------------ | ------------------ | ------------------ | ------------------ | ------------------ | ------------------ |
| 131                | Fumiyuki Beppu     | Japonia            | 35                 |                    | DNF-7              |
| 132                | Gianluca Brambilla | Włochy             | 30                 |                    | 13.                |
| 133                | Fabio Felline      | Włochy             | 28                 |                    | 24.                |
| 134                | Alex Frame         | Nowa Zelandia      | 25                 |                    | DNF-7              |
| 135                | Boy van Poppel     | Holandia           | 30                 |                    | DNF-7              |
| 136                | Giacomo Nizzolo    | Włochy             | 29                 |                    | DNF-7              |
| 137                | Jarlinson Pantano  | Kolumbia           | 29                 |                    | DNS-3              |

### UAE Team Emirates
| UAE Team Emirates UAD | UAE Team Emirates UAD | UAE Team Emirates UAD | UAE Team Emirates UAD | UAE Team Emirates UAD | UAE Team Emirates UAD |
| Numer                 | Zawodnik              | Państwo               | Wiek                  | Uwagi                 | Miejsce               |
| --------------------- | --------------------- | --------------------- | --------------------- | --------------------- | --------------------- |
| 141                   | Fabio Aru             | Włochy                | 28                    |                       | 10.                   |
| 142                   | Sven Erik Bystrøm     | Norwegia              | 26                    |                       | 86.                   |
| 143                   | Simone Consonni       | Włochy                | 23                    |                       | 99.                   |
| 144                   | Valerio Conti         | Włochy                | 25                    |                       | 42.                   |
| 145                   | Rui Costa             | Portugalia            | 31                    |                       | 54.                   |
| 146                   | Przemysław Niemiec    | Polska                | 38                    |                       | 74.                   |
| 147                   | Edward Ravasi         | Włochy                | 24                    |                       | 41.                   |

### Groupama-FDJ
| Groupama-FDJ FDJ | Groupama-FDJ FDJ | Groupama-FDJ FDJ | Groupama-FDJ FDJ | Groupama-FDJ FDJ | Groupama-FDJ FDJ |
| Numer            | Zawodnik         | Państwo          | Wiek             | Uwagi            | Miejsce          |
| ---------------- | ---------------- | ---------------- | ---------------- | ---------------- | ---------------- |
| 151              | William Bonnet   | Francja          | 36               |                  | DNF-7            |
| 152              | Mickaël Delage   | Francja          | 33               |                  | DNS-6            |
| 153              | Antoine Duchesne | Kanada           | 26               |                  | 78.              |
| 154              | Thibaut Pinot    | Francja          | 28               |                  | 3.               |
| 155              | Georg Preidler   | Austria          | 28               |                  | 6.               |
| 156              | Marc Sarreau     | Francja          | 25               |                  | 106.             |
| 157              | Léo Vincent      | Francja          | 22               |                  | 71.              |

### Team Katusha-Alpecin
| Team Katusha-Alpecin TKA | Team Katusha-Alpecin TKA | Team Katusha-Alpecin TKA | Team Katusha-Alpecin TKA | Team Katusha-Alpecin TKA | Team Katusha-Alpecin TKA |
| Numer                    | Zawodnik                 | Państwo                  | Wiek                     | Uwagi                    | Miejsce                  |
| ------------------------ | ------------------------ | ------------------------ | ------------------------ | ------------------------ | ------------------------ |
| 161                      | Steff Cras               | Belgia                   | 22                       |                          | 26.                      |
| 162                      | Maxim Belkov             | Rosja                    | 33                       |                          | DNF-7                    |
| 163                      | Jenthe Biermans          | Belgia                   | 22                       |                          | 100.                     |
| 164                      | Reto Hollenstein         | Szwajcaria               | 32                       |                          | 46.                      |
| 165                      | Nathan Haas              | Australia                | 29                       |                          | DNF-4                    |
| 166                      | Jhonatan Resthepo        | Kolumbia                 | 23                       |                          | 70.                      |
| 167                      | Simon Špilak             | Słowenia                 | 32                       |                          | 31.                      |

### Dimension Data
| Dimension Data DDD | Dimension Data DDD   | Dimension Data DDD | Dimension Data DDD | Dimension Data DDD | Dimension Data DDD |
| Numer              | Zawodnik             | Państwo            | Wiek               | Uwagi              | Miejsce            |
| ------------------ | -------------------- | ------------------ | ------------------ | ------------------ | ------------------ |
| 171                | Natnael Berhane      | Erytrea            | 27                 |                    | 76.                |
| 172                | Scott Davies         | Wielka Brytania    | 23                 |                    | 51.                |
| 173                | Bernhard Eisel       | Austria            | 37                 |                    | DNS-7              |
| 174                | Edvald Boasson Hagen | Norwegia           | 31                 |                    | 66.                |
| 175                | Lachlan Morton       | Australia          | 26                 |                    | DNF-7              |
| 176                | Ben O’Connor         | Australia          | 22                 |                    | 25.                |
| 177                | Jacobus Venter       | Południowa Afryka  | 31                 |                    | 96.                |

### Cofidis, Solutions Crédits
| Cofidis, Solutions Crédits COF | Cofidis, Solutions Crédits COF | Cofidis, Solutions Crédits COF | Cofidis, Solutions Crédits COF | Cofidis, Solutions Crédits COF | Cofidis, Solutions Crédits COF |
| Numer                          | Zawodnik                       | Państwo                        | Wiek                           | Uwagi                          | Miejsce                        |
| ------------------------------ | ------------------------------ | ------------------------------ | ------------------------------ | ------------------------------ | ------------------------------ |
| 181                            | Nacer Bouhanni                 | Francja                        | 28                             |                                | DNS-6                          |
| 182                            | Jesús Herrada                  | Hiszpania                      | 28                             |                                | 27.                            |
| 183                            | Mathias Le Turnier             | Francja                        | 23                             |                                | 75.                            |
| 184                            | Luis Ángel Maté                | Hiszpania                      | 34                             |                                | 40.                            |
| 185                            | Stéphane Rossetto              | Francja                        | 31                             |                                | 34.                            |
| 186                            | Daniel Teklehaimanot           | Erytrea                        | 29                             |                                | 44.                            |
| 187                            | Bert Van Lerberghe             | Belgia                         | 25                             |                                | 108.                           |

### CCC Sprandi Polkowice
| CCC Sprandi Polkowice CCC | CCC Sprandi Polkowice CCC | CCC Sprandi Polkowice CCC | CCC Sprandi Polkowice CCC | CCC Sprandi Polkowice CCC | CCC Sprandi Polkowice CCC |
| Numer                     | Zawodnik                  | Państwo                   | Wiek                      | Uwagi                     | Miejsce                   |
| ------------------------- | ------------------------- | ------------------------- | ------------------------- | ------------------------- | ------------------------- |
| 191                       | Michał Schlegel           | Czechy                    | 23                        |                           | DNF-7                     |
| 192                       | Paweł Franczak            | Polska                    | 26                        |                           | DNF-7                     |
| 193                       | Paweł Cieślik             | Polska                    | 32                        |                           | 14.                       |
| 194                       | Kamil Gradek              | Polska                    | 27                        |                           | DNF-7                     |
| 195                       | Łukasz Owsian             | Polska                    | 28                        |                           | 57.                       |
| 196                       | Michał Paluta             | Polska                    | 22                        |                           | 79.                       |
| 197                       | Jan Tratnik               | Słowenia                  | 28                        |                           | 95.                       |

### Gazprom-RusVelo
| Gazprom-RusVelo GAZ | Gazprom-RusVelo GAZ | Gazprom-RusVelo GAZ | Gazprom-RusVelo GAZ | Gazprom-RusVelo GAZ | Gazprom-RusVelo GAZ |
| Numer               | Zawodnik            | Państwo             | Wiek                | Uwagi               | Miejsce             |
| ------------------- | ------------------- | ------------------- | ------------------- | ------------------- | ------------------- |
| 201                 | Siergiej Firsanow   | Rosja               | 36                  |                     | DNF-7               |
| 202                 | Alexander Foliforov | Rosja               | 26                  |                     | DNF-6               |
| 203                 | Artem Nych          | Rosja               | 23                  |                     | 32.                 |
| 204                 | Alexander Porsev    | Rosja               | 32                  |                     | DNF-6               |
| 205                 | Ivan Rovny          | Rosja               | 30                  |                     | 28.                 |
| 206                 | Jewgienij Szałunow  | Rosja               | 26                  |                     | 73.                 |
| 207                 | Siergiej Shilov     | Rosja               | 30                  |                     | DNF-6               |

### Reprezentacja Polski
| Reprezentacja Polski POL | Reprezentacja Polski POL | Reprezentacja Polski POL | Reprezentacja Polski POL | Reprezentacja Polski POL | Reprezentacja Polski POL |
| Numer                    | Zawodnik                 | Państwo                  | Wiek                     | Uwagi                    | Miejsce                  |
| ------------------------ | ------------------------ | ------------------------ | ------------------------ | ------------------------ | ------------------------ |
| 211                      | Karol Domagalski         | Polska                   | 28                       |                          | DNF-7                    |
| 212                      | Jakub Kaczmarek          | Polska                   | 24                       |                          | 80.                      |
| 213                      | Maciej Paterski          | Polska                   | 31                       |                          | 69.                      |
| 214                      | Michał Podlaski          | Polska                   | 30                       |                          | 77.                      |
| 215                      | Marek Rutkiewicz         | Polska                   | 37                       |                          | DNF-6                    |
| 216                      | Adam Stachowiak          | Polska                   | 29                       |                          | DNF-6                    |
| 217                      | Kamil Zieliński          | Polska                   | 30                       |                          | 98.                      |

## Kraje, reprezentowane przez kolarzy
| Państwo           | Liczba kolarzy | Liczba kolarzy, którzy ukończyli wyścig |
| ----------------- | -------------- | --------------------------------------- |
| Argentyna         | 1              | 1                                       |
| Australia         | 7              | 3                                       |
| Austria           | 3              | 2                                       |
| Belgia            | 14             | 14                                      |
| Czechy            | 2              | 1                                       |
| Dania             | 2              | 1                                       |
| Erytrea           | 2              | 2                                       |
| Francja           | 13             | 9                                       |
| Hiszpania         | 7              | 6                                       |
| Holandia          | 8              | 2                                       |
| Japonia           | 1              | 0                                       |
| Kazachstan        | 5              | 5                                       |
| Kolumbia          | 6              | 3                                       |
| Luksemburg        | 1              | 0                                       |
| Niemcy            | 6              | 4                                       |
| Norwegia          | 3              | 2                                       |
| Nowa Zelandia     | 3              | 1                                       |
| Polska            | 15             | 10                                      |
| Portugalia        | 2              | 2                                       |
| Południowa Afryka | 1              | 1                                       |
| Rosja             | 9              | 4                                       |
| Słowenia          | 5              | 3                                       |
| Stany Zjednoczone | 1              | 1                                       |
| Szwajcaria        | 4              | 3                                       |
| Wielka Brytania   | 4              | 4                                       |
| Włochy            | 23             | 18                                      |
| RAZEM             | 154            | 108                                     |